# الأمير مظفر عناق
الأمير مظفر عناق كان مسؤولًا مغوليًّا رفيع المستوى في الدولة الإلخانية وعُيّن أميرًا حاكمًا للممتلكات الهندية (الملكية) في فارس. لا يُعرف عنه إلا عن مشاركته في شؤون فارس من عام 1334 إلى عام 1335.
وفي سنة 1334م عُين حاكمًا على فارس. قبل أن يتمكن من المغادرة إلى الولاية، تآمر الحاكم الذي فقد منصبه، شرف الدين محمود شاه، الذي كان يقيم في بلاط السلطانية وكان له ابن مندوب في فارس، مع وجهاء آخرين لاغتيال مظفر، وطاردوه إلى أسوار قصر الخان، وعندما لجأ مظفر إلى الداخل، لم يترددوا في مطاردته هناك أيضًا، وتمكن مظفر من إنقاذ نفسه.
وفي أواخر عام 1334 أو أوائل عام 1335 ذهب الأمير مظفر إلى فارس وحاول الاستيلاء على الحكومة، لكنه وجد أن غياث الدين كاي خسرو [الكتالونية]
، ابن محمود المفوّض من قبله إلى شيراز، رفض تسليم الحكومة إليه؛ واستمر الوضع في المفاوضات لعدة أشهر، حتى علموا بوفاة أبي سعيد (التي حدثت في 30 تشرين الثاني 1335 م) فأسر غياث الدين الأمير مظفر وأرسله إلى بلاط السلطانية. مصيره النهائي غير معروف.

## فهرس
- زكوب شيرازي، شيرازنانا ، ترجمة إنجليزية بواسطة جيب